# Heiligenbronn
La ferme du Heiligenbronn est une ferme et un écart de la commune française d'Enchenberg, dans le département de la Moselle.

## Localisation et présentation
La ferme de Heiligenbronn est une ancienne propriété de Claude-Charles de La Lance, seigneur de Moranville, capitaine des chasses du duc de Lorraine.

## Toponymie
- En allemand : Heiligenbronnerhof[2],[3].

## Lieux-dits
- Glasthal, vallée au sud-ouest de l'écart ;
- Heiligenbronner Wald, forêt qui entoure l'écart ;
- Schinkelsdell, vallée à l'est de l'écart[4].

## Poste de commandement de la ligne Maginot
Un poste de commandement du secteur fortifié de Rohrbach de la ligne Maginot se trouvait à proximité de l'écart. Ce PC était composé d'un bâtiment principal ainsi que de deux abris.